# HK Kaztsink-Torpedo
Hockey Klub Kaztsink-Torpedo, oftast enbart Kaztsink-Torpedo, är en ishockeyklubb från staden Öskemen (på ryska Ost-Kamenogorsk) i Kazakstan. Klubben bildades 1955 som Torpedo Ust-Kamenogorsk och bytte till sitt nuvarande namn 1999. 1957 deltog man för första gången i mästerskapen för Kazakiska SSR och tog direkt en andraplacering. 1964 debuterade de i sovjetisk andraligan, kallad Klass B och under 1980-talet nådde man till slut Sovjetiska mästerskapsserien. Det bästa resultatet nåddes 1992 då man slutade på en åttondeplats. Sedan gick det utför för föreningen. Kostnaderna för att spela ishockey ökade och spelarna fick ofta vänta på sin lön. Många av lagets stjärnor bytte till ryska klubbar med bättre ekonomi. Det ledde till en omorganisation 1999 och det nya namnet Kaztsink-Torpedo och säsongen 2000/2001 tog man en tredjeplats i den östra konferensen i Vysshaja Liga.
Kaztsink-Torpedo spelar i VHL, som de började spela i den första säsongen som ligan spelades (2010/2011). Laget har spelat i ryska ligor sedan starten, först i den sovjetiska ligan fram till 1992, därefter i Internationella hockeyligan till och med 1996 (som ersatte den sovjetiska ligan) och därefter i Ryska superligan från 1996 till och med 2010 då Vyssaya liga övergick till att bli VHL. Klubben deltog även i kazakiska mästerskap mellan 1993 och 2009 och tog då totalt 13 mästerskapstitlar, vilket var varje säsong förutom säsongerna 2005/06 och 2008/09 då de kom tvåa, 2007/08 då de kom trea och 1998/99 då de inte deltog.